# Кабул
Кабу́л (пушту ‎и дари کابل — Кабуль) — столица и самый крупный город Афганистана. Единственный город-миллионник Афганистана. 
Город стоит на реке Кабул, и находится на высоте 1 800 метров над уровнем моря. Автотрассой соединён с городами Газни, Кандагар, Герат, Мазари-Шариф. В Кабуле производятся боеприпасы, ткань, мебель, сахар. Население города составляет 4 273 156 человек (2020 год, оценка).

## Этимология
О происхождении города и его названии существует много легенд. Одна из них гласит: «Лошадь падишаха резко остановилась. Дальше пути не было. Впереди простиралась водная гладь озера, на середине которого зеленел таинственный остров. После недолгого раздумья падишах созвал своих визирей и приказал им готовить переправу. Из ближних и дальних селений привезли много соломы, высыпали её в озеро, укрепили настил слоем земли, и переправа была готова. Проехав по „соломенному мосту“ на остров, падишах услышал звуки прекрасной музыки. На острове жили искусные музыканты, посвящавшие свой досуг музыке и танцам. Падишах был очарован их игрой. Ему так понравилась эта долина, что он решил построить здесь город. В память о посещении острова он повелел назвать город Капул (соломенный мост). Повеление падишаха было исполнено, в зелёной долине вырос город». Со временем название Капул превратилось в Кабул, а остатки большого озера сохранились в его окрестностях.
Среди жителей Кабула существует ещё одно истолкование названия города, основанное на афганском написании его названия: «Вода между цветов» آب در بين گل, то есть «река, текущая между цветущими берегами». По оценке Е. М. Поспелова, город назван от одноимённого гидронима, этимология которого точно не установлена.

## История города

### Античность
Город, известный в древние времена под названием Кубха, упоминается в индийском религиозном сборнике Ригведа и в Авесте, священной книге зороастризма. Ригведа хвалит город как идеальное место для жизни в горах. Город находился под властью мидийцев, пока он не был захвачен Ахеменидами. По данным источникам, в то время город назывался уже «Кабура», данное слово использовал греческий астролог Клавдий Птолемей. Город стал культурным центром зороастризма, буддизма и индуизма. Ещё одним источником описания города служат записки Александра Великого, который исследовал долину после завоевания, однако запись не может считаться достоверной, так как, вероятно, Александр описывал близлежащий небольшой городок. Позже регион стал частью империи Селевкидов, а потом вошёл в состав индийской империи Маурьев.
В II веке до н. э. Кабул был отвоёван у Индии греко-бактрийцами, к середине I века до н. э. этим городом завладело Индо-скифское царство. Скорее всего, регион был упомянут в китайской хронике «Хоу Ханьшу» как Гаофу (高附). Это было крупное княжество, народ был сходен с индийцами, не воинственны, хорошие торговцы. Попадали под зависимость то от индийцев, то бактрийцев, то парфян. Однако 100 лет спустя город перешёл под власть Кушанского царства, при правлении императора Куджулы Кадфиза, после чего город оставался под их властью до III века н. э.
В 230 г. н. э. кушаны терпят поражение от империи Сасанидов и становятся вассальным государством, которое добровольно передало Кабул захватчикам. В 420 г. н. э. Сасаниды были изгнаны племенем Кидаритов, которых в свою очередь в 460-е годы изгнали эфталиты. Город стал частью тюркского каганата Ашина. Городом на протяжении 60 поколений будут править тюркские князья. Также город строит оборонительную стену, не сохранившуюся до наших дней.
Некоторые историки приписывают Кабулу санскритское название Камбоджа и предполагают, что название королевства произошло именно из города. В других произведениях город упоминается как «Кофес» или «Кофене». Китайский монах Сюаньцзан упоминал город как «Каофу».
В I веке нашей эры в долину Кабула массово мигрирует народ Юэчжи, или восточные сарматы, также начинает проникать христианство.

### Арабское и монгольское завоевания
Арабские войска достигли Афганистана в 642 г. н. э., тогда Кабул был независимым. Арабам сначала не удавалось подчинить весь регион, в частности, полководцу Абдур Рахману бин Саману в конце 600-х годов удалось обратить в ислам лишь 12000 местных жителей, прежде чем покинуть город. Мусульмане оставались в меньшинстве до повторного захвата Кабула в 870 году арабами под предводительством Якуба ибн Лейса, который создал первую мусульманскую династию в регионе. Таким образом мусульмане стали составлять элиту в городе и регионе.

В Кабуле расположена крепость, знаменитая своей силой, к которой ведёт только одна дорога. В ней живут мусульмане, а город населён неверными из Индии.
— Истахри, 921 год
В течение следующих столетий город переходил под контроль Саманидов, Газневидов, Гуридов и Хорезмшахов. В 1200-х годах произошло монгольское нашествие, монголы сжигали и уничтожали всё на своём пути и опустошили Кабул. Многие источники упоминают о массовой резне, устроенной монголами среди местного населения, как месть за убийство внука Чингисхана. После монгольского завоевания были образованы новые государства, а Кабул вошёл в состав Чагатайского улуса. Во время монгольского нашествия многие выходцы из Афганистана бежали в Индию, распространяя влияние ислама, а позднее установили Делийский султанат. При Бабуре Кабул временно стал столицей государства Великих Моголов. Бабур похоронен в Кабуле.
Арабский учёный из Марокко описывал Кабул следующим образом:

Далее мы отправились в Кабул; это был некогда большой город, но сейчас это селение, где живёт племя из персов, которых называют афганцами; они владеют городами и перевалами и обладают большим могуществом; большая часть афганцев — разбойники. Их самая большая гора называется Кух-и Сулайман.
— Ибн Баттута (1304–1369)

### Эпоха Тимуридов и Моголов
Кабул входил в удельное владение, созданного Тимуром в 1392 году для внука Пирмухаммада.
В XIV веке Кабул стал крупным торговым центром царства Тимура. В 1504 году город стал штаб-квартирой тимуридского правителя Индии — Бабура, позже город становится одним из важнейших центров империи великих Моголов.
В 1525 году Бабур описывал город и его окрестности следующим образом:

В Кабульской области живут различные племена. В долинах и равнинах живут аймаки, тюрки и арабы; в городе и некоторых деревнях живут сарты, в других деревнях и областях обитают [племена] Пашаи, Параджи, Таджики, Бирки и Афгани. В горах Газни живут племена Хазара и Никудери; среди хазарейцев и никудерийцев некоторые говорят на могольском языке. В горах к северо-востоку находятся селения кафиров, например, Катур и Гибрик; на юге — поселения афганцев. В Кабульской области говорят на одиннадцати или двенадцати языках: арабском, персидском, тюркском, могольском, индийском, афганском, пашаи, параджи, гибри, бирки, ламгани.— Бабур-наме (1525)
Мирза Мухаммад Хайдар, поэт из Индостана, посетивший город в это же время, писал: «Обедайте и пейте в Кабуле — это гора, пустыня, город, река и многое другое». Именно отсюда Бабур в 1526 году начал завоевание севера Индии, а завоёванные им регионы подверглись исламизации и сегодня известны как Пакистан. Бабур, прожив 20 лет в Кабуле, очень полюбил свой город и желал быть похороненным тут. Надпись на его могиле содержит ставший знаменитым куплет: اگرفردوس روی زمین است همین است و همین است و همین است (Если есть рай на земле, то именно тут, именно тут, именно тут).

### Афганская держава и британское вторжение
В 1737 году город был захвачен иранским властителем Надир-шахом Афшаром. Однако 9 лет спустя он был убит собственными офицерами, а 1747 году к власти пришёл Ахмад-шах Дуррани, который начал расширять империю, получившую название Дурранийской. Фактически именно тогда был образован Афганистан, близкий к современным границам.
В 1776 году сын Ахмада Тимур-Шах Дуррани перенёс столицу из Кандагара в Кабул. Тимур-шах умер в 1793 году, и ему наследовал его сын Заман-шах Дуррани. Тогда в городе побывал англичанин Джордж Фостер, который назвал Кабул самым чистым городом в Южной Азии.
Тем временем Российская империя стремительно завоёвывала исламские государства, лежащие к северу от Афганистана, и чтобы не допустить завоевания, Британская империя сделала попытку установить контроль над Афганистаном.
В 1826 году в городе правил Дост Мухаммед, но в 1839 году в результате переворота к власти пришёл Шуджа-Шах Дуррани — являющийся по факту марионеткой Британской империи и пришедший к власти с её помощью. Однако новый шах правил недолго и был убит в 1841 городскими мятежниками. После этого англичане предпринимали несколько попыток военного вторжения в страну. Так, в 1842 году они под контроль взяли Кабул, однако были снова отброшены на юг во время осады под предводительством Акбар-хана.
Вторую и удачную попытку захватить Кабул английские войска предприняли в 1878 году. Был заключён мирный Гандамакский договор, согласно которому англичане закрепились в Афганистане. Однако 3 сентября 1879 года афганская армия подняла бунт против эмира и разгромила британскую миссию, убив посла Каваньяри. Эмир запросил помощи у Британии, и к Кабулу была направлена дивизия генерала Робертса. 6 октября Роберт разбил афганскую армию в сражении при Чарасиабе около Кабула, а 7 октября подошёл к городу. В ходе боёв британцы частично разрушили историческую крепость Бала-Хиссар.

### XX век

#### Мирный период
В 1926 году к власти приходит король Аманулла-хан, при правлении которого в Кабуле проводится первое электричество и вводится образование для девочек. Король любил разъезжать по городу на британском автомобиле Rolls-Royce Limited и жил в знаменитом дворце Дар уль-Аман. После третьей англо-афганской войны Аманнула объявил независимость в мечети Ид-Гах. В 1929 году король был вынужден покинуть Кабул из-за местного восстания, организованным Хибибулой бачаи, который, однако, через 9 месяцев правления был заключён в тюрьму новым королём Надир-ханом. В 1933 году новый король был убит студентом Абдул Халиком во время церемонии награждения внутри школы в Кабуле. Трон унаследовал его 19-летний сын Захир-шах, который правил на протяжении нескольких десятилетий.
В довоенный период Франция и Германия помогали развивать страну и открывали новые школы с лицеями, чтобы поддерживать качественное образование среди элиты страны. Так, в 1932 году в Кабуле открылся Кабульский университет; хотя учащиеся получали образование по западному образцу, большинство учителей были афганцами, получившими образование на Западе. В 1960-е гг. большинство университетских преподавателей имели дипломы западных университетов.
Когда Захир-шах пришёл к власти, в Кабуле было построено лишь 10 км железных дорог, в стране было несколько внутренних телеграфов, телефонных линий и дорог. Захир обратился к немецким, итальянским и японским инженерам с просьбой о создании в стране новой транспортной инфраструктуры и коммуникационной сети. Так, в 1937 году в Кабуле была построена первая радиобашня, что позволяло держать связь с близлежащими деревнями. Для развития экономики были созданы банки и национальные картели. В Кабуле были построены новые текстильные фабрики, электростанции и мебельные фабрики, которые могли обеспечить необходимое производство в городе.
С 1955 года развитием инфраструктуры занимался Советский Союз, который построил в стране систему общественного транспорта, аэропорты, цементный завод, хлебозавод, пять новых шоссе и плотину. Город стал привлекать множество западных туристов. В 1960 году в Кабуле был открыт зоопарк, в котором работали немецкие зоологи. Король начал проводить либеральную политику, например, узаконив возможность женщины ходить без паранджи и увеличив права личности. Это привело к тому, что многие студенты стали принимать активное участие в политической жизни. В Кабуле стали образовываться либеральные, социалистические и маоистские фракции, параллельно исламские консерваторы критиковали власть, утверждая, что многие посёлки продолжают жить в нищете.
В 1969 году близ мечети Пул-е Хишти началось религиозное восстание, которое протестовало против влияния Советского Союза, ослабления религии и либеральной политики, требуя ввести обратно строгие законы шариата. Демонстрация была разогнана, а её лидер Мухаммед Файзани арестован. В начале 70-х годов кабульское радио стало вещать, помимо пушту, на других языках национальных меньшинств, чтобы они не чувствовали себя обособленными. В 1973 году в то время, как Захир Шах находился с визитом в Европе, его двоюродный брат и по совместительству премьер-министр страны Мухаммед Дауд устроил государственный переворот, захватив власть. Его поддержала марксистская партия НДПА. Дауд объявил себя президентом страны и начал политические реформы. Новая власть начала просоветскую политику в стране.
В 1975 году молодой Ахмад Шах Масуд и его последователи попытались устроить восстание, но были вынуждены бежать в соседний Пакистан, где сыскали поддержку со стороны премьер-министра Пакистана Зульфикар Али Бхутто, который финансировал мятежников для дальнейшей дестабилизации Афганистана. Пакистан начал вербовать молодых исламистов, которые должны были поднять мятеж на севере Афганистана, среди них также был Гульбеддин Хекматияр, который впоследствии станет премьер-министром Афганистана. Фактически Пакистан стоит у истоков формирования будущего исламизма в Афганистане, так как многие её будущие лидеры проводили боевую подготовку в Пакистане. В 1978 году в Афганистане происходит апрельская революция, в результате которой власть захватывают коммунисты.
Считается, что с 1922 по 1978 год в Афганистане был мирный период расцвета, когда разные этнические группы жили в мире друг с другом и в стране шла активная индустриализация.

#### Апрельская революция и советская военная интервенция
28 апреля 1978 года президент Дауд и его семья вместе с многочисленными сторонниками были убиты в Кабуле. К власти приходит Хафизулла Амин, который начинает проводить радикальные реформы. Все предприятия были национализированы по советскому образцу. Образование также было преобразовано по советской модели, куда входило преподавание марксизма-ленинизма. А так как марксистская идеология отрицала религию, против неё взбунтовалась крупная часть населения. Многие дезертировали из армии и влились в ряды моджахедов.
В 1979 году, в связи с очередным обращением Амина к правительству Союза ССР с просьбой о направлении советских войск на территорию Афганистана в борьбе против вмешательства извне во внутренние дела Афганистана, СССР вводит войска.
Пакистан оказывал активную поддержку душманам (моджахедам), вооружал исламистов и даже организовывал тайные операции на территории Афганистана. Вскоре к помощи Пакистана присоединились США, которые любыми методами стремились предотвратить усиление влияния Советского Союза, также проводя вербовку новых душманов и исламистов.
В это время в Кабуле было относительно мирно, так как боевые действия затрагивали в основном сельскую местность. Однако в городе была высока угроза террористических актов, поэтому почти у каждого общественного здания были приставлены военные и охранники с оружием. Убийство членов коммунистической партии было довольно распространённым явлением. Город фактически был превращён в крепость. При этом экономическая жизнь города не прекращалась, а 40 % рабочих составляли тогда женщины.
По словам американского дипломата, вопреки официальному мнению, что присутствие советских войск нагнетало обстановку в городе, они были в основном дружелюбными с гостями и местным населением, часто свободно передвигались по городу и предпочитали торговые районы, часто закупаясь в магазинах и лавках. Советские граждане и члены партии построили для себя новые жилые районы по советскому образцу, состоящие из множества 5-этажных панельных домов, которые по сей день стоят в городе. Дома, где жили сами военные, были окружены колючей проволокой и танками. Часто больше всего агрессии исходило от противников режима и душманов. Население в городе стремительно росло (если в 1978 году это было 500 000 человек, то в 1988 — уже 2 000 000), главным образом из-за притока беженцев из соседнего Пакистана и Ирана.

#### Гражданская война и Талибан
Экономическая ситуация конца 1980-х годов вынудила Советский Союз прекратить участие в Афганской войне и вывести войска из страны. Лишившись своего защитника, режим Наджибуллы пал. В 1992 году солдаты бывшей демократической республики и множественные группировки душманов с исламистами захватывают город. Однако из-за разногласий они не сумели образовать новое временное правительство, и Кабул превратился в поле боя между группировками. За 4 года было уничтожено 80 % зданий в городе и погибло 50 000 мирных жителей, большинство бежало из города.
Город страдал от регулярных бомбардировок, в 1992 году система троллейбусного транспорта была остановлена навсегда. В 1993 году в городе была полностью отключена система водоснабжения и передача электричества. Пика напряжённости достиг конфликт между шиитами-хазарейцами, сторонниками Абдул Али Мазари и ваххабитами Абдула Расула Сайяфа, когда конфликт уже перерос в этнические чистки. Министр обороны Ахмад Шах Масуд попытался выступить посредником между группировками с некоторым успехом, но прекращение огня оставалось лишь временным. В июне 1992 года Хезбе и-Вахдат и Иттихад-и-Ислами вступили в ожесточенные уличные бои друг против друга. При поддержке Саудовской Аравии силы Сайяфа неоднократно атаковали западные пригороды Кабула, что привело к тяжелым жертвам среди гражданского населения. Кроме того, войска Мазари также обвинялись в нападении на гражданские объекты на западе. Мазари признал, что взял пуштунских гражданских лиц в плен, но защищал эту акцию, заявив, что силы Сайяфа взяли хазарейцев первыми. Группа Мазари начала сотрудничать с группой Хекматиара с января 1993 года.
В 1994 году город перешёл под контроль Масуда, и бомбардировки прекратились. Его войска предприняли попытку восстановления законности и порядка. Масуд попытался инициировать общенациональный политический процесс с целью национальной консолидации и демократических выборов, и на них также пригласил талибов, однако те отказались принимать участие.
Мирный период длился относительно недолго, до того момента, как талибы начали осаду города в 1995 году, но силы Масуда успешно отбили атаку. По результатам исследования Amnesty International, исламисты в качестве мишеней намеренно выбирали жилые районы города. В 1996 году талибы предприняли новую попытку осады. Масуд приказал отступать на север, город был взят за 1 день. Новые правители ввели в городе законы шариата, запретили музыку, телевидение, все школы для девочек. Женщинам было запрещено работать и ходить без паранджи. При этом талибы не предпринимали особых инициатив в деле восстановления разрушенной городской инфраструктуры. Талибан сформировал религиозную полицию, которая занималась запугиванием местного населения, избивая розгами неугодных людей.

### XXI век

#### Под контролем НАТО в 2001—2021 годах
В октябре 2001 года в ходе операции в Афганистане американские воздушные силы провели ряд бомбардировок города, что вынудило талибов бежать, и город перешёл под контроль войск НАТО. У власти стало новое правительство во главе с Хамидом Карзаем в конце 2001 года. В город снова пришёл мир, а многие страны вновь открыли свои посольства. Население, как и при советском контроле, стало стремительно расти (в том числе, за счёт беженцев).
В то же время, город периодически становится мишенью множественных террористических атак со стороны талибов, сети Хаккани, Исламской партии Афганистана, Аль-Каиды и других исламистских группировок. Основными жертвами становятся государственные служащие и мирные жители.
Как и в большинстве других населённых пунктов Афганистана, наряду с числом опиумных плантаций в стране значительно вырос уровень потребления наркотиков в столице, особенную известность получили мосты, под которыми прячутся и живут героиновые наркоманы.
Кабул продолжал свой быстрый рост населения, которое в основном образовали хаотичные малоэтажные жилые массивы, таким образом быстро расширяя границы города. В конце 2000-х годов, в Кабуле начал образовываться средний класс, для которых начали строить жилые массивы, которые тщательно закрыты и защищены. Некоторые из таких новых районов называются «Город Ария» (в Район 10) и «Золотой Город» (Район 8), другие элитные районы были построены за городом, такие как посёлок Омид-э-Сабз (округ 13), посёлок Касаба/Хваджа Раваш (округ 15) и посёлок Сайед Джамалудин (округ 12). 

#### Возвращение талибов
15 августа 2021 года талибы вошли в Кабул и заняли президентский дворец. Незадолго до этого, в этот же день бывший президент Афганистана Гани покинул страну и улетел в ОАЭ. Правление талибов сопровождается относительным спокойствием в городе, однако город стал целью террористических атаки со стороны ИГИЛ Хорасан. Женщин и девочек в городе вытеснили из общественной жизни, запретили учиться после шестого класса школы.

## Климат
| Показатель                    | Янв. | Фев. | Март | Апр. | Май  | Июнь | Июль | Авг. | Сен. | Окт. | Нояб. | Дек. | Год  |
| ----------------------------- | ---- | ---- | ---- | ---- | ---- | ---- | ---- | ---- | ---- | ---- | ----- | ---- | ---- |
| Средний суточный максимум, °C | 4,5  | 5,5  | 12,5 | 19,2 | 24,4 | 30,2 | 32,1 | 32,0 | 28,5 | 22,4 | 15,0  | 8,3  | 19,6 |
| Средняя температура, °C       | −2,3 | −0,7 | 6,3  | 12,8 | 17,3 | 22,8 | 25,0 | 24,1 | 19,7 | 13,1 | 5,9   | 0,6  | 12,0 |
| Средний суточный минимум, °C  | −7,1 | −5,7 | −0,7 | 6,0  | 8,8  | 12,4 | 15,3 | 14,3 | 9,4  | 3,9  | −1,2  | −4,7 | 4,3  |
| Норма осадков, мм             | 34   | 60   | 67   | 71   | 23   | 1    | 6    | 1    | 1    | 3    | 18    | 21   | 312  |
| Источник: World Climate       |      |      |      |      |      |      |      |      |      |      |       |      |      |

Кабул имеет субтропический внутриконтинентальный высокогорный климат. Особенностью климата Кабула являются очень большие суточные колебания температур, которые составляют 10-15 °C круглый год. Зима в Кабуле относительно холодная, с холодными ночами и умеренными оттепелями днём. Лето жаркое, но ночью почти всегда прохладно. Самая высокая температура, которая была зарегистрирована, составляла +40 °C (август), самая низкая −21 °C (январь и февраль).
За год выпадает 323 мм осадков. Все осадки идут в зимне-весенний период, летом и осенью осадков практически не бывает. Зимой осадки обычно часто выпадают в виде снега.

## Население
До перенесения Тимур-шахом столицы в Кабул население этого города было таджикским; таджики составляли также основную часть населения Кабулистана и были аборигенами этой области. В Кабуле имелось, кроме того, много выходцев из Индии. Даже в начале XIX века таджики, кызылбаши и отчасти хазарейцы представляли собой основную часть населения столицы Афганистана.
В городе проживает множество представителей разных народов, а национальный облик города в современном виде начал формироваться в 1980-х годах. В городе по примерным данным проживает 3,5 миллионов человек. Хотя афганская государственная статистика немного занижает данную цифру — 3 289 000 человек на 2012 год. Большинство людей прибыли из соседних провинций, спасаясь от боевых действий в стране.
Большую часть населения города составляют говорящие на дари сунниты — таджики (45 %) и шииты — хазарейцы (25 %), меньшинство составляют пуштуны (25 %) и узбеки (4 %). Также в городе живут выходцы из Индии — сикхи и индуисты, говорящие на индо-арийских диалектах.
В религиозном отношении среди населения Кабула преобладают мусульмане-сунниты (75 %), шииты составляют около 25 %. Существуют также маленькие христианские и индуистские общины.

## Экономика и инфраструктура
За развитие экономической инфраструктуры отвечает министерство финансов во главе с Омаром Захилвалом. В Кабуле осуществляется торговля свежими и сухими фруктами, орехами, афганскими коврами, шкурами, одеждой, мебелью и антикварными товарами. В рамках реконструкции развития экономики всемирный банк выделил Кабулу 25 000 000 долларов. Проект был закрыт в 2011 году. Также США выделили около 9,1 млрд долларов на развитие городской инфраструктуры. В городе построены также несколько торговых центров; первым крытым ТЦ стал Кабул Сити Центр.
В Кабуле размещён промышленный и деловой район Баграми с более развитой дорожной инфраструктурой и повышенной охраной улиц, там ряд западных компаний построили свои заводы.
По данным международной организации Transparency International, Кабул занял третье место в списке самых коррумпированных мегаполисов в мире. Поскольку из-за некомпетентности политиков большинство инвестиционных денег «пропадает», инвесторы покидают город, а многие потенциальные инвесторы отказываются развивать своё дело, особенно из западных стран. Только в 2012 году городские чиновники заработали 3,9 млрд долларов через взятки.
Районы города в подавляющем большинстве состоят из глиняных и каменных 1—2-этажных домов-самоделов, в которых живут семьями. В таких домах часто отсутствует электричество и почти всегда водопровод. Главная проблема данных зданий заключается в том, что на фоне быстрого роста населения за счёт рождаемости и миграции жителей из провинций данные дома не могут обеспечить высокую плотность населения, и город слишком быстро растёт «вширь». Из-за плохого инвестиционного климата новые здания в городе строятся очень редко, но даже если и строятся, то с целью повысить плотность населения и модернизации района.
В 2005 году американским архитектором иранского происхождения Хишамом Ашкури был предложен крупный проект по полной реконструкции одного из Районов Кабула, в которой предлагалось полностью снести существующие постройки и на их месте возвести 5-этажные здания. Значительную часть территории должны занимать зелёные насаждения и рекреационные зоны. В 2013 году на осуществление проекта был выделен 1 млрд долларов.
Во время советского присутствия в центре города были построены крупные микрорайоны, состоящие из 5-этажных панельных зданий, где селились члены коммунистической партии и представители среднего класса. В начале XXI века, ввиду острого дефицита качественного жилья, советские дома пользовались большим спросом.

## Территориальное деление
Город делится на 22 округа, округа состоят из районов, таких как Котэ-Санги, Мирвайс-Майдан, Дех-Бори, Даште-Барчи, Хаир-Хана, Афшар и др.

## Транспорт
Связь с внешним миром осуществляется через международный аэропорт Кабул, который расположен в 16 милях от центра Кабула. Новый международный терминал Кабульского аэропорта был построен при помощи правительства Японии и начал свою работу в 2008 году. Кабульский аэропорт также является военно-воздушной базой ВВС Афганистана. Большая часть транспорта в городе работает на дизельном топливе. Планируется восстановление троллейбусного движения. Железных дорог в Кабуле нет.

## Достопримечательности

### Базары
Торговое сердце Кабула — проспект Майванд, названный так в честь сражения у одноимённого местечка под Кандагаром, где в 1880 году был наголову разбит английский экспедиционный корпус. В память об этой победе на проспекте высится устремлённая вверх конусообразная башня, ажурные крылья которой отделаны глазурованными плитками.
Рядом с проспектом Майванд издавна располагались базары, такие как Чар-Чата («Четыре арки»), представляющий собой целый лабиринт узеньких улочек и переулков. Королём кабульских базаров считается Миндаи. Кабульцы шутят: «Если вы не нашли на Миндаи какую-нибудь вещь, значит, её вообще не существует в мире».

### Мечети
- Пули Хишти
- Ид-Гах
- Шах-Ду-Шамшира

### Дворцы и музеи
- Дар-уль-Аман

- Тадж-Бек
- Президентский дворец Арг

- Кабульский музей
- Крепость Бала-Хиссар

## Города-побратимы и города-партнёры
- Турция, Анкара (побратим с 2003 года)[90]
- Россия, Казань (партнёр с 2005 года)[91]
- США, Омаха (побратим с 2003 года)[92]
- США, Канзас-Сити (Миссури) (побратим с 2018 года)[93]

## Медиафайлы
- Котэ-Санги – район на западе Кабула
- Пекарня на окраине города, 2008 год
- Руины дворца Дар-уль-Аман, 2008 год

## Топографические карты
- Лист карты I-42-XVI. Масштаб: 1 : 200 000. Указать дату выпуска/состояния местности.